# Töchter-Brut
|  | Dieser Artikel wurde aufgrund von formalen oder inhaltlichen Mängeln in der Qualitätssicherung Biologie zur Verbesserung eingetragen. Dies geschieht, um die Qualität der Biologie-Artikel auf ein akzeptables Niveau zu bringen. Bitte hilf mit, diesen Artikel zu verbessern! Artikel, die nicht signifikant verbessert werden, können gegebenenfalls gelöscht werden. Lies dazu auch die näheren Informationen in den Mindestanforderungen an Biologie-Artikel. |

Als Töchter-Brut werden Populationen bezeichnet, die nur aus Weibchen bestehen. Die Geschlechterverteilung erscheint extrem verschoben.

## Ursachen
Für die Überzahl der Weibchen gibt es mehrere mögliche Ursachen. Letztendlich beruhen diese Phänomene auf genetischen Änderungen: 
- Parthenogenese, nämlich Thelytokie
- Mutierte Gene der Geschlechtsbestimmung
- Zucht und gezielte Selektion
- Befall mit endosymbiontischen Bakterien.

## Parthenogenese
Weibchen, die durch Parthenogenese entstehen, sind bei einzeln lebenden Hautflüglern verbreitet. Solche Thelytokie ist aber auch bei vielen sozialen Arten zu finden, so bei Ameisen. Die genetische Voraussetzung ist ausgeprägte Mischerbigkeit, weil bei sozialen Insekten die Entwicklung der Weibchen Heterozygotie erfordert.
Die Fortpflanzung der Reptilien geschieht typischerweise geschlechtlich (gonochoristisch). Doch unter den Eidechsen sind Arten aus der Gattung Cnemidophorus dafür bekannt, dass sie parthenogenetisch Klone hervorbringen, die aus diploiden und triploiden Weibchen bestehen. In diesen Fällen handelt es sich also um apomiktische oder um automiktische Parthenogenese. Von gelegentlicher thelytoker Parthenogenese ist auch bei den Familien Boidae und Pythonidae berichtet.

## Geschlechtsbestimmung geändert
An der Dosiskompensation des einen X-Chromosoms im Männchen von Drosophila melanogaster sind mehrere autosomale Gene beteiligt, darunter maleless und male-specific lethal (1–5). Gehen diese (oder ihre Funktion) verloren, sterben die männlichen Larven. Wenn die entsprechenden Proteine ausbleiben, verliert das eine X-Chromosom die Fähigkeit, die gleiche Transkriptionsleistung wie das XX-Paar in Weibchen zu erbringen. Die männlichen Nachkommen sterben, die Weibchen bleiben übrig.

## Zuchtergebnisse
Die genetisch weibliche Brut (XX) der japanischen Flunder Paralichthys olivaceus wurde künstlich produziert, indem Weibchen sich mit geschlechtsgewandelten Männchen paarten.

## Parasitismus
Endosymbiontische Bakterien töten die männlichen Nachkommen infizierter Taufliegen. Im englischen Laborjargon wir das als Male-killing bezeichnet. Dies gilt für Drosophila bifasciata, befallen von Wolbachia, wie auch für D. melanogaster, infiziert mit Spiroplasma. Wolbachia verursacht DNA-Schäden, verhindert die Dosiskompensation im einzelnen X-Chromosom und tötet dadurch die männlichen Embryonen durch abnormale Apoptose. Ähnlich ist die Wirkung von Spiroplasma; zusätzlich zerstört dieses Bakterium das Nervengewebe der männlichen Embryonen.
Die bakterielle Infektion mit Spiroplasma tötet die männlichen Nachkommen des Edelfalters Danaus chrysippus im Embryonalstadium oder im ersten Larvenstadium. Die Bakterien werden vertikal vererbt, von der Mutter auf die Nachkommen. Da die Söhne umkommen, bleiben nur Töchter am Leben.
Die weibliche Population des Edelfalters Hypolimnas bolina überstand  mindestens 800 Generationen, weil der dauernde Befall mit Wolbachia die Männchen tötete. Nun hat ein mutierter Bereich auf Chromosom 25 die parasitisch verursachte Geschlechtsverschiebung unterdrückt. Das bedeutet, dass Wolbachia auf die (genetisch gesteuerte) männliche Entwicklung des Schmetterlings tödlichen Einfluss genommen hatte. 